# Journal of Chemical Technology and Biotechnology
Journal of Chemical Technology and Biotechnology, abgekürzt J. Chem. Technol. Biot., ist eine wissenschaftliche Fachzeitschrift, die vom Wiley-Verlag veröffentlicht wird. Die erste Ausgabe erschien im Jahr 1882, damals erschien die Zeitschrift unter dem Namen Journal of the Society of Chemical Industry. Im Jahr 1951 wurde der Name zu Journal of Applied Chemistry geändert und die Bandzählung erneut begonnen. Im Jahr 1971 wurde der Name auf Journal of Applied Chemistry and Biotechnology erweitert. Im Jahr 1983 erfolgte dann die Änderung auf den aktuellen Zeitschriftennamen. Derzeit erscheint die Zeitschrift monatlich. Es werden Artikel aus verschiedenen Bereichen veröffentlicht:
- Umwelttechnologie
- Chemisches und Biochemisches Ingenieurwesen
- Prozesstechnologie
- Industrielle Katalyse und Biokatalyse
- Industrielle Anwendung von neuen Technologien[2]

Der Impact Factor lag im Jahr 2019 bei 2,75. Nach der Statistik des ISI Web of Science wird das Journal mit diesem Impact Factor in der Kategorie Biotechnologie und angewandte Mikrobiologie an 73. Stelle von 156 Zeitschriften, in der Kategorie multidisziplinäre Chemie an 84. Stelle von 177 Zeitschriften, in der Kategorie chemische Ingenieurwissenschaften an 59. Stelle von 143 Zeitschriften und in der Kategorie Umweltingenieurwissenschaften an 28. Stelle von 53 Zeitschriften geführt.
Chefherausgeber ist Jack Melling (Society of Chemical Industry), Vereinigte Staaten von Amerika.